# Rivière Dufresnoy
Pour les articles homonymes, voir Dufresnoy.
Ne doit pas être confondu avec Dufresne.
Kakameonan Sibi
La rivière Dufresnoy ou Kakameonan Sibi est un affluent de la rivière Kinojévis, coulant dans la ville de Rouyn-Noranda, dans la région administrative de l’Abitibi-Témiscamingue, au Québec, au Canada.
La foresterie s’avère la principale activité économique du secteur ; les activités récréotouristiques arrivent en second, surtout la villégiature qui s’est développée sur la rive nord et Est du Petit lac Dufresnoy. Le bassin versant de la rivière Dufresnoy est accessible par le chemin du Rang des Défricheurs et le chemin du rang des Ponts.
Annuellement, la surface de la rivière est généralement gelée de la mi-novembre à la fin avril, néanmoins, la période de circulation sécuritaire sur la glace est habituellement de la mi-décembre à la mi-avril.

## Géographie
Les bassins versants voisins de la rivière Dufresnoy sont :
- côté nord : rivière Fréville, lac Malartic, rivière Bassignac ;
- côté est : rivière Villemontel, rivière Kinojévis, lac Chassignolle, lac Preissac ;
- côté sud : lac Routhier, rivière Kinojévis ;
- côté ouest : Petit lac Dufresnoy, lac Dufresnoy, rivière Kanasuta.

La rivière Dufresnoy prend sa source à l’embouchure du Petit lac Dufresnoy (longueur : 2,1 km ; largeur : 0,9 km ; altitude : 280 m). Ce lac qui comporte une seule île, s’alimente par le ruisseau Fortier et le lac Dufresnoy (longueur : 10 km ; largeur : 2,1 km ; altitude : 280 m) ; ces deux lacs sont reliés par un détroit de 300 m désigné « La Passe ».
L’embouchure du Petit lac Dufresnoy est situé au sud-est du lac, à :
- 10,1 km au nord du lac Dufault ;
- 34,1 km à l'ouest du lac Chassignolle ;
- 10,4 km au nord-ouest de la confluence de la rivière Dufresnoy avec la rivière Kinojévis ;
- 21,2 km au nord du centre-ville de Rouyn-Noranda ;
- 60,4 km au nord-ouest de la confluence de la rivière Kinojévis avec la rivière des Outaouais[2].

À partir de l’embouchure du lac de tête, la rivière Dufresnoy coule sur 16,5 km selon les segments suivants :
- 3,5 km vers le nord-est en formant une boucle vers le sud et en coupant une route, jusqu’au ruisseau Lépine (venant du nord-ouest) ;
- 2,7 km vers l’est, jusqu’à la confluence de la rivière Bassignac (venant du nord-est) ;
- 7,1 km vers le sud-est en traversant une grande zone de marais, jusqu’au chemin du rang des Ponts ;
- 3,2 km vers le sud-est, puis vers l’est, jusqu’à son embouchure[3].

L’embouchure de la rivière Dufresnoy se situe du côté est du hameau Rivière-Dufresnoy à :
- 21,9 km au nord-ouest de la confluence de la rivière Kinojévis et de la rivière des Outaouais ;
- 24,2 km à l'ouest du lac Chassignolle ;
- 19,5 km au nord-est du centre-ville de Rouyn-Noranda ;
- 24 km au nord du lac Kinojévis.

La rivière Dufresnoy se déverse sur la rive ouest de la rivière Kinojévis. De là, le courant traverse le lac Dufault vers le sud en traversant les lacs Vallet, Routhier et Kinojévis. Puis le courant continue vers le sud-est jusqu’à se déverser sur la rive nord de la rivière des Outaouais.

## Toponymie
Ce cours d'eau était connu par les Anicinabek sous le nom de rivière Kakameonan, qui signifie la rivière du raccourci. Le terme Dufresnoy s'avère un patronyme de famille d'origine française. Ce nom a été attribué en fonction du canton dans lequel le lac et l'amont de son émissaire principal sont situés, le canton de Dufresnoy, proclamé en 1916. Ce patronyme a été attribué en l'honneur de Jean-Pierre-Chrétien Dufremoy ou Dufresnoy, capitaine de la compagnie Dufremoy du régiment Royal-Roussillon, de l'armée de Montcalm. Cet officier de l'armée française a été blessé à la bataille de Sainte-Foy en 1760.
Le toponyme rivière Dufresnoy a été officialisé le 5 décembre 1968 à la Commission de toponymie, soit lors de sa création.